# Continuer
Ne doit pas être confondu avec Continuer (film).
Continuer est un roman de Laurent Mauvignier paru le 1er septembre 2016 aux éditions de Minuit,,,. Il reçoit en 2017 le prix Culture et Bibliothèques pour tous.

## Résumé
Samuel vit une adolescence très difficile après le divorce de ses parents et sa découverte de la vie de jeune adulte. À la suite de son arrestation pour avoir participé, sans prêter assistance, à une agression sexuelle, sa mère Sybille décide de vendre une maison familiale pour financer un voyage de plusieurs mois à cheval avec Samuel au Kirghizistan pour tenter de le sortir de son profond mal-être.

## Adaptation
Le roman est adapté au cinéma par Joachim Lafosse, dans le film homonyme sorti en 2019, avec Virginie Efira dans le rôle principal.

## Éditions
- Les Éditions de Minuit, 2016  (ISBN 9782707329837)[5].
- Coll. « Double » no 112, Les Éditions de Minuit, 2018  (ISBN 9782707344809).